# Sext Eli Petus Catus
Sext Eli Petus Catus (en llatí: Sextus Aelius Q. f. P. n. Paetus Catus) va ser un magistrat romà. Era fill del pontífex Quint Eli Petus, i formava part de la gens Èlia.
Va ser edil curul l'any 200 aC i cònsol el 198 aC juntament amb Tit Quinti Flaminí. El 194 aC i el 193 aC va ser censor amb Gai Corneli Ceteg, i durant la seva censura van donar ordre als edils d'establir diferents seients pels senadors als Jocs romans, van reparar l'atri de Libertas i també la Vil·la Pública, que a més van ser ampliats. Va ser considerat un jurista que va arranjar la llei en un llibre anomenat Tripartita o Ius Aelianum, que interpretava la llei de les Dotze Taules. Sext Pomponi parla de tres altres llibres atribuïts a Sext Eli Petus.